# محمد عباس ياغي

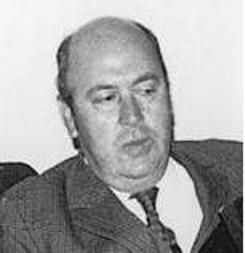
النائب اللبناني الراحل محمد عباس ياغي

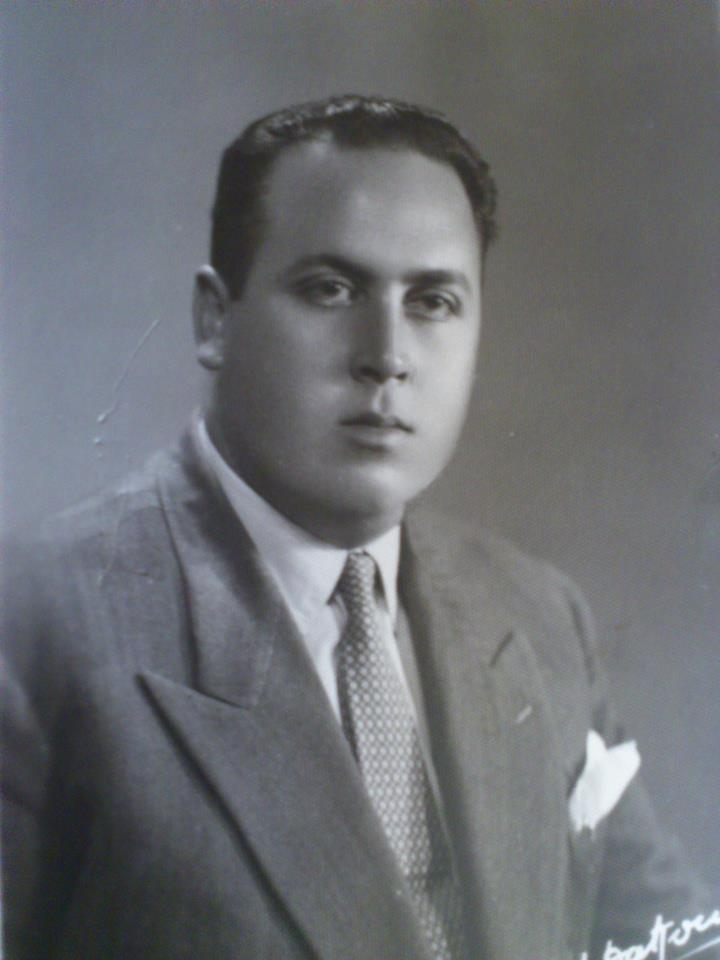
محمد عباس ياغي في شبابه

محمد عباس ياغي، سياسي ونائب لبناني سابق، من مدينة بعلبك اللبنانية، كان من المقربين للنائب كمال جنبلاط وشارك في إنشاء المجلس الإسلامي الشيعي الأعلى في لبنان إلى جانب آخرين.
انتخب نائبا في البرلمان اللبناني في الانتخابات التي جرت عام 1964، وكان قبلها قد فاز بالانتخابات البلدية في عامي 1952 و 1963 بدعم من العائلات ومن الحزب التقدمي الاشتراكي. ويُعتبر ياغي الحزبي الوحيد الذي استطاع الفوز في الانتخابات النيابية في منطقة بعلبك – الهرمل خلال الحقبة السياسية التي سبقت الحرب الأهلية، إذ إن الحياة السياسية هناك كانت محكومة بالتوازنات العائلية والعشائرية.
كان من المناهضين للحكم الشهابي، ومن المعارضين لتيار الزعيم التقليدي الشيعي في البقاع صبري حماده، ورفض التصويت له في انتخابات رئاسة المجلس النيابي عام 1964، وكان على علاقة مع الرئيس كامل الأسعد. انضم في فترة نيابته إلى اللقاء الديموقراطي برئاسة كمال جنبلاط.
أنشأ نجلة عباس ياغي مركزاً حمل إسمه وهو مركز محمد عباس ياغي الثقافي في بعلبك، وذلك في العام 2012 ميلادي.